# Fontenoille
Fontenoille [fɔ̃t(ə)nwal] (en gaumais Fontnoile) est un village de la vallée de la Semois (rive gauche) dans la Gaume, en Belgique. Administrativement il fait aujourd'hui partie de la commune et ville de Florenville dans la province de Luxembourg (Région wallonne de Belgique). Avant la fusion des communes de 1977, c'était une commune à part entière depuis la scission de Sainte-Cécile en 1896.

## Géographie
Le village est bordé au nord-est par la route nationale 83 Arlon-Bouillon.

## Démographie
- Source: INS recensements population

## Patrimoine et culture

### Patrimoine architectural
- L'église Saint-Georges[2].